# Abbotsford (Wisconsin)
Abbotsford é uma cidade localizada no estado norte-americano de Wisconsin, no Condado de Clark e Condado de Marathon.

## Demografia
Segundo o censo norte-americano de 2000, a sua população era de 1956 habitantes. 
Em 2006, foi estimada uma população de 1935, um decréscimo de 21 (-1.1%).

## Geografia

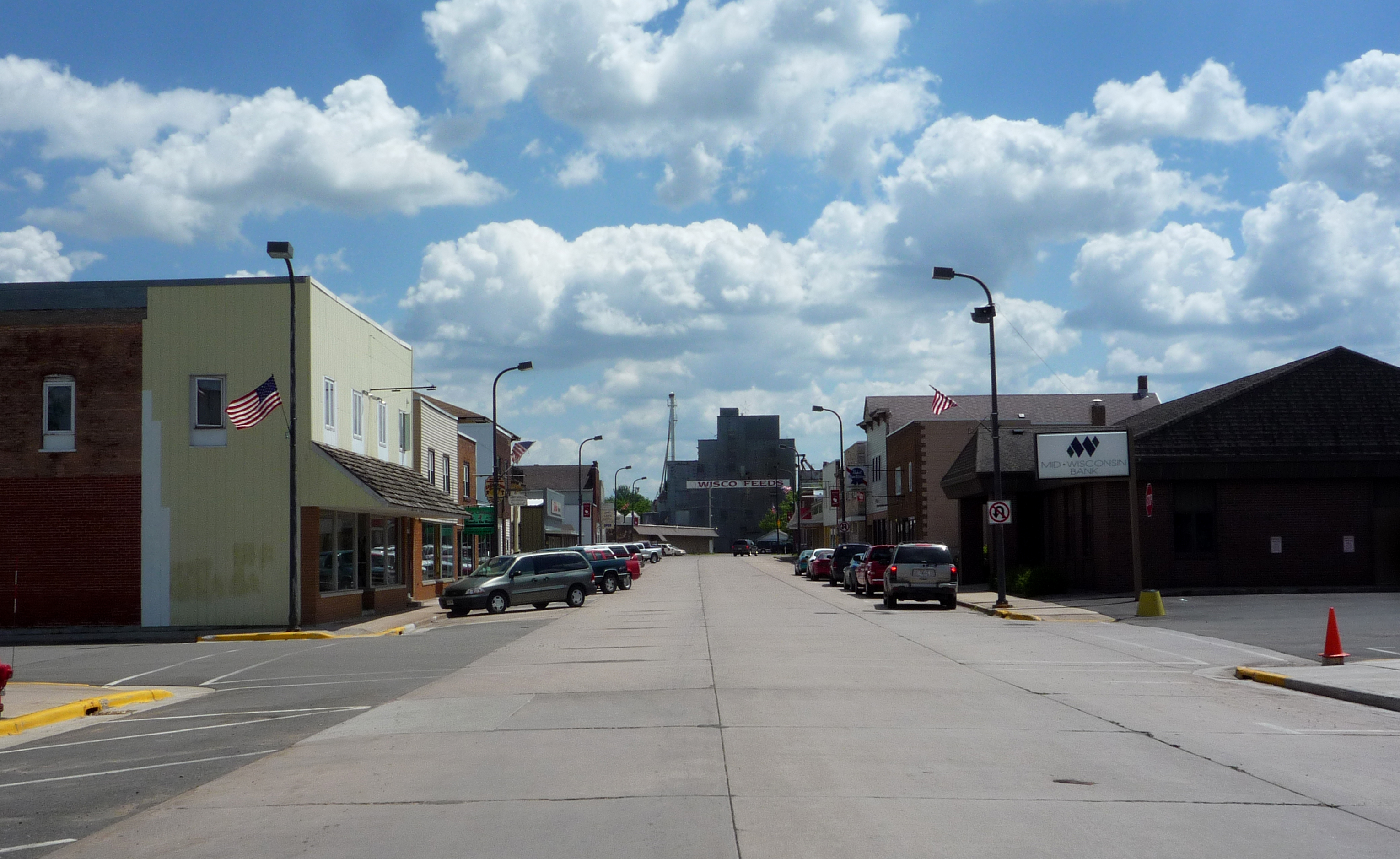
image

De acordo com o United States Census Bureau tem uma área de 
7,9 km², dos quais 7,9 km² cobertos por terra e 0,0 km² cobertos por água. Abbotsford localiza-se a aproximadamente 412 m acima do nível do mar.

## Localidades na vizinhança
O diagrama seguinte representa as localidades num raio de 16 km ao redor de Abbotsford. 